# Csendes László
Csendes László (Rimaszombat, 1944. szeptember 21. – 2017. március 20.) Jászai Mari-díjas magyar színész, rendező.

## Életpályája
Az érettségi vizsgát szülővárosában tette le 1961-ben. A komáromi Magyar Területi Színháznál játszott 1962-től, 1969 és 1983 között Kassán a Thália Színház tagja volt, majd átkerült a kecskeméti Katona József Színházhoz. 1987-től Debrecenben játszott a Csokonai Színházban, 1988-tól az egri Gárdonyi Géza Színház foglalkoztatja. Egykor a vezető szlovákiai magyar színészek között tartották számon. Játszott hangjátékokban és magyar, valamint szlovák filmekben egyaránt. 1990 óta újból szerepelt a Kassai Thália Színházban, mellette pedig rendezéssel is foglalkozott.

## Fontosabb színházi szerepei
- Mercutio (Shakespeare: Rómeó és Júlia)
- Zsigmond (Háy Gy.: Isten, császár, paraszt)
- Csongor (Vörösmarty Mihály: Csongor és Tünde)
- Gaston (Alexandre Dumas: A kaméliás hölgy)
- Szakhmáry Zoltán (Móricz Zsigmond: Úri muri)
- Szabóky Zsigmond Rafael (Szomory D.: Hagyd a nagypapát!)
- Wibra Gyuri (Mikszáth K. – Melichárek J.: Szent Péter esernyője)
- Florindo (C. Goldoni: Két úr szolgája)
- Werner von Gerlach (Jean-Paul Sartre: Az altonai foglyok)
- Móka (Tamási Áron: Énekes madár)
- Ripafratta (C. Goldoni: Mirandolina)
- Balla Péter (Tamási Áron: Vitéz lélek)
- Kakuk Marci (Tersánszky Józsi Jenő: Kakuk Marci)
- Bolyai János (Kocsis I.: Bolyai János estéje)
- Bolyongó (Örkény István: Kulcskeresők)
- Torvald Helmer (Henrik Ibsen: Babaotthon (Nóra))
- István király (Ratkó J.: Segítsd a királyt)

## Jelentősebb rendezései
- J. Svarc: Hókirálynő
- N. Machiavelli: Clízia
- Békeffi I. – Lajtai L.: A régi nyár
- N. Coward: Vidám kísértet

## Filmjei
- Konyec – Az utolsó csekk a pohárban (magyar vígjáték, 2006)
- Magyar vándor (magyar vígjáték, 2004)
- István király (magyar tévéfilm, 2001)
- Kisváros (magyar tévéfilmsorozat, 2001)
- Honfoglalás (magyar történelmi dráma, 1996)
- Ratkó József: Segítsd a királyt! (magyar színházi felvétel, 1996)
- Julianus barát (magyar–olasz történelmi film, 1991)
- A fekete esernyő (magyar színházi közvetítés, 1990)
- Ballagás (magyar filmdráma, 1980)
- István király (magyar operafilm, 1993)
- Lovass Anita: Dráma (tv-film)
- Pusztai szél (magyar tévéjáték, 1999forrás[forrás?])
- Tom Sawyer mint detektív (magyar mesejáték)

## Díjak, kitüntetések
- Jászai Mari-díj (1996)